# Oleksandr Prevar
Oleksandr Prevar (Vínnitsa, 28 de junio de 1990) es un ciclista ucraniano, miembro del equipo Sport Toto Cycling Team.

## Palmarés
2016
- Odessa Grand Prix[1]
- 3.º en el Campeonato de Ucrania Contrarreloj

2017
- Horizon Park Classic
- 3.º en el Campeonato de Ucrania Contrarreloj

2018
- 1 etapa del Tour de Szeklerland

2022
- Gran Premio Yahyalı